# Santiago (Sesimbra)
Santiago (Sesimbra) – miasto w portugalskim gminie Sesimbra. Rozciąga się na obszarze 1, 99 km². Liczy 5.793 mieszkańców, a gęstość zaludnienia wynosi 2 916, 9 mieszkańców/km².